# 104. вечити дерби у фудбалу
104. вечити дерби у фудбалу је фудбалска утакмица одиграна у Београду 27. априла 1996. године, између Црвене звезде и Партизана. Утакмица се завршила резултатом 0 : 0.